# Endophyllum circumscriptum
Endophyllum circumscriptum är en svampart som först beskrevs av Ludwig David von Schweinitz, och fick sitt nu gällande namn av Whetzel & Olive 1917. Endophyllum circumscriptum ingår i släktet Endophyllum och familjen Pucciniaceae.   Inga underarter finns listade i Catalogue of Life.